# 벵골 분할령

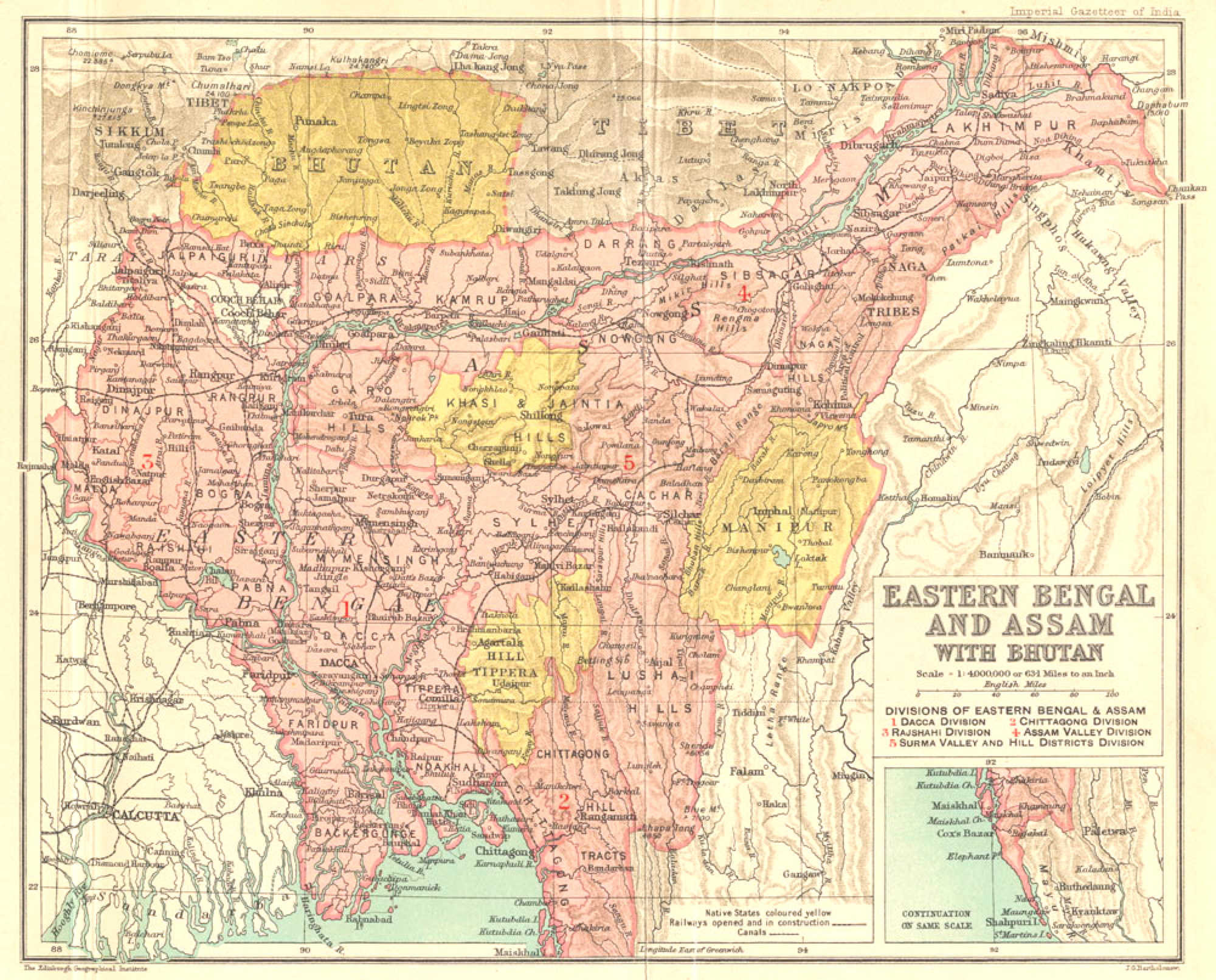
1907년 동벵골과 아삼 지방의 지도

벵골 분할령(Act of Bengal Partition)은 1905년에 인도 총독 커즌 경에 의해 시행된 법령이다. 그러나 인도의 민족 운동의 격화를 초래하여 1911년에 철회되었다.

## 개요
1885년, 영국은 대영제국에 협조적인 ‘인도 국민 회의’를 자문 기관과 같은 형태로 취급하여, 인도의 상인, 지주, 지식인 계층 등의 회유를 도모했다. 그러나 19세기 말부터 반영적인 자세를 나타내는 급진파가 국민회의에서 대두되고 있었으며, 식민지 정부는 이러한 동향을 우려하고 있었다.
이런 가운데 인도 총독 커즌이 제정한 것이 벵골분할령이었다. 원래는 행정의 효율화를 위한 것이었지만, 당시 민족 운동의 중심이었던 벵골 지방, 서벵골(현재 서벵골, 힌두교 신자 다주거 지역)을 다른 주에 편입하여 지방 의회 선거에서 벵골인들을 소수로 하고, 동벵골(현재 방글라데시, 무슬림 다주거 지역)에 무슬림 자치주를 설립하여 민족 운동이 나뉘기를 의도했지만, 오히려 반영 투쟁을 격화시키는 결과가 되었다. 단순히 종교에 따라 나눈 것이 아니라 북동인도(아삼)지역을 동벵골과 합병하여, 동벵골아삼주로 개편하였다.
이 벵골분할령으로 인해 1906년 인도 국민회의에서 급진파의 주도로 캘커타 대회 4대 강령이 채택되었다. 이러한 움직임에 대해, 식민지 정부는 전인도무슬림연맹을 발족시켜 분할 안을 찬성 운동을 추진한다. 이것은 반영적 태도가 강한 국민회의를 견제하기 위한 책략이기도 했다. 전후, 전인도무슬림연맹을 이끌었던 무하마드 알리 진나의 주도로 파키스탄이 독립하여 힌두교와 이슬람교의 분단국가가 형성되었음을 감안할 때, 이것이 인도 역사에 미친 영향은 매우 크다고 할 수 있다.
1911년, 벵골분할령은 철회되었다. 그러나 같은 해 영국은 인도 제국의 수도를 캘커타(현 콜카타)에서 델리로 이동시켰다. 이것은 캘커타의 동향이 인도 정치에 미치는 영향을 약화시키려는 목적이 있었다.

## 같이 보기
- 인도의 분할